# Verdi Barberis
Verdi Barberis, detto Vern, (Melbourne, 27 giugno 1928 – Albury, 6 gennaio 2005) è stato un sollevatore australiano che ha gareggiato nella categoria dei pesi leggeri (fino a 67,5 kg).
Ha partecipato a due edizioni dei Giochi Olimpici.

## Biografia
Barberis vinse la medaglia di bronzo ai Giochi dell'Impero Britannico del 1950 ad Auckland, sollevando un totale di 730 libbre (circa 331 kg.) su tre prove. Ha poi migliorato in maniera consistente le proprie prestazioni, presentandosi alle Olimpiadi di Helsinki 1952 e riuscendo a vincere la medaglia di bronzo con 350 kg. nel totale, alle spalle dello statunitense Tommy Kono (362,5 kg.) e del sovietico Evgenij Lopatin, il quale ottenne lo stesso risultato di Barberis, ma si aggiudicò l'argento grazie al suo peso corporeo leggermente inferiore rispetto a quello dell'australiano. Con questa medaglia Barberis diventò il primo atleta australiano a vincere una medaglia nel sollevamento pesi alle Olimpiadi.
L'anno successivo partecipò ai Campionati mondiali di Stoccolma, ottenendo il 4º posto con 340 kg. nel totale.
Nel 1954 vinse la medaglia d'oro ai Giochi dell'Impero e del Commonwealth Britannico con 347 kg. nel totale, primo sollevatore australiano della storia a vincere una grande competizione internazionale.
Partecipò infine alle Olimpiadi del 1956 nella sua città natale, classificandosi all'11º posto finale con 347,5 kg. nel totale, e successivamente terminò la sua carriera agonistica.
Essendo stato attivo anche come allenatore, tra il 1969 e il 1971 è stato presidente della Federazione Australiana di Sollevamento pesi.